# Bitka za utvrdu Eben Emael
Bitka za utvrdu Eben Emael, jedna je od prvih oružanih operacija tijekom bitke za Belgiju, u sklopu vojnih djelovanja na zapadnom bojištu koje su uključivale njemačko pokoravanje zemalja Beneluxa i Francuske. Bitka se odvila između 10. i 11. svibnja 1940. godine.
Tijekom operacije osvajanja utvrde pripadnici njemačke vojske prvi su put upotrijebili zrakoplovne jedrilice za prijenos desantnih trupa. U operaciji je sudjelovalo 493 pripadnika Wehrmachta koji su nadjačali posadu od procijenjuje se 1200 belgijskih vojnika. Poginulih je na njemačkoj strani bilo 44, a 99 ih je ranjeno. S druge strane belgijanci su izgubili 60 vojnika, dok je ostatak zarobljen.

## Utvrda Eben Emael
Utvrda Eben Emael, je belgijsko utvrđenje podignuto 1934. godine na ušću rijeke Meuse u Albertov kanal. Utvrda je imala 3 topnička kazamatska bunkera, 1 protuavionski, 2 za osiguravanje Albertovog kanala i posebna utvrđenja koja su štitila sami ulaz. Bunkeri su bili povezani podzemnim vojarnama, skladištima i električnom centralom. Zauzimali su površinu od 40 ha, a ukupna površina utvrđenja, zajedno s protutenkovskim i žičanim preprekama iznosila je 66 ha. U svibnju 1940. Eben Emael je branilo 1200 vojnika s 16 topova kalibra 75 mm, 12 topova 60 mm, 2 topa 120 mm te većim brojem strojnica, protutenkovskih i protuavionskih topova i reflektora. Glavna zadaća utvrde bila je obrana mostova preko rijeke Meuse i Albertovog kanala. Za obranu toga područja bila je zadužena 7. pješačka divizija.

## Pripreme i plan njemačkog napadnog djelovanja
U okviru plana operacija na Zapadnom bojištu 1940., Nijemci su predvidjeli zauzimanje utvrde Eben Emael i mostova preko Albertovog kanala zračnim desantom, radi lakšeg proboja belgijskih položaja na tom dijelu bojišnice i brzog nadiranja jedinica njemačke 6. armije k Bruxellesu. Padobranci i inženjerci odabrani su iz 1. padobransko lovačke pukovnije, a jedriličari iz posebnog zapovjedništva.  
Padobransko jurišnoj jedinci (Sturmabteilung Koch) za potrebe desanta stavljena su na raspolaganje 53 zrakoplova Junkers Ju 52 i preko 50 jedrilica DFS 230. Kao logistička potpora služila su tri zrakoplova Heinkel He 111. Jedinica je tijekom priprema dobivala snimke svih objekata Eben Emaela, planove mostova, podatke o rasporedu bunkera, borbeno rasporedu belgijskih snaga i dr. Padobranska je jedinica podijeljena na 4 jurišne skupine: Granit, Čelik, Beton i Željezo. Skupina Granit trebala je osvojiti samu utvrdu, dok su ostale tri bile zadužene za osvajanje mostova. Tako su uvježbavane do studenog 1939. godine na vojnom poligonu u Hildesheimu.  

## Napadno djelovanje
Sturmabteilung Koch poletjela je s aerodroma blizu Kölna 10. svibnja u 4 sata i 10 minuta s 42 zrakoplova Ju 52 te isto toliko jedrilica DFS 230. Iznad Aachena otkvačene su jedrilice u kojima su se nalazile 4 jurišne skupine, dok su transportni zrakoplovi nastavili ka zapadu kako bi u belgijsku pozadinu bacili lutke vojnika radi izazivanja pomutnje. 
Jurišna grupa Granit s 11 jedrilica (od kojih je na cilj stiglo 9, s 55 vojnika i 2,5 tone eksploziva) spustila se neprimjetno na "krov" u 5:25. Kumulativnim punjenjem pioniri su brzo uništili kupole utvrde i onesposobili topnička oružja. Belgijska 7. pješačka divizija prevarena je bačenim lutkama u svoju pozadinu te od 6:45 izložena zračnim napadima, nije uspjela spriječiti djelovanje grupe Čelik. Ona je blokirala posadu utvrde i držala je pod opsadom sve dok oko podneva 11. svibnja nije došla 151. pješačka pukovnija i 51. pionirska bojna, kada se Eben Emael predao.
Druge dvije jurišne grupe Beton s 9 jedrilica (81 vojnik) i Čelik s 10 jedrilica (92 vojnika) spustile su se u 5:25 zapadno od mostova Vroenhoven i Veldwezelt. Napadom iz pozadine zauzele su belgijske bunkere, onesposobile eksplozivne naprave ispod mostova te napravile mostobran širok 300 metara. Oko 6:15 obje skupine pojačane su desantom voda mitraljezaca te su se uspjeli oduprijeti protunapadu Belgijanaca. Tokom dana na to su područje stigli dijelovi 4. oklopne divizije i organizirali protuzračnu obranu zauzetih mostova.
Jedino jurišna skupina Željezo s 10 jedrilica (90 vojnika) nije uspjela izvršiti svoju zadaću, zauzeti most Kanne. Jedinica je primjećena prilikom spuštanja, pa su Belgijanci uspjeli srušiti most. Kasnije su pripadnici inženjerije sagradili pontonski most.  

## Zaključak
U operaciji zauzimanja utvrde Eben Emael i okolnih mostova preko rijeke Meuse i Albertovog kanala prvi su put upotrijebljene jedrilice za prijevoz padobranaca. U uvjetima kada relativno male dimenzije pojedinih utvrda nisu jamčile da će se padobranci moći spustiti na krov utvrde jedrilice su odigrale ključnu ulogu. Za uspjeh operacije bila je od odlučujućeg značaja i solidno izvršena priprema i veoma dobro povezano djelovanje njemačkih padobranskih snaga, Luftwaffea i kopnene vojske. Važna je bio i faktor iznenađenja koje su doživjele belgijske snage izvedbom padobranskog desanta.